# Bergues-sur-Sambre
Bergues-sur-Sambre è un comune francese di 217 abitanti situato nel dipartimento dell'Aisne della regione dell'Alta Francia.

## Società

### Evoluzione demografica
Abitanti censiti